# 風のInvitation
「風のInvitation」（かぜのインビテーション）は、福永恵規の楽曲で、1枚目のシングル。1986年5月21日にキャニオン・レコードから発売。

## 解説
発売当時、まだおニャン子クラブに在籍していた福永恵規（会員番号11番）のソロデビュー作。初回プレスのみ、透明レコード。

## 収録曲
- 全作詞：秋元康

1. 風のInvitation (3:40)
作曲：高橋研　編曲：佐藤準
  - フジテレビ系『夕やけニャンニャン』エンディングテーマ
2. 渚のUターン (3:44)
作曲・編曲：後藤次利

## 収録アルバム
オリジナル
- 『SPLASH』 (#1)
  - アルバムバージョン。

ベスト
- 『福永恵規ベスト』 (#1)
- 『MYこれ!クション 福永恵規BEST』 (#1,2)
  - リマスタリングされている。
- 『スーパーベスト』 (#1)
- 『NON-STOP おニャン子』 (#1)
- 『家宝』 (#1)

コンピレーション
- 『おニャン子クラブA面コレクション Vol.2』 (#1)
- 『おニャン子クラブB面コレクション Vol.2』 (#2)
- 『おニャン子クラブ ソロ&ユニット ミニ・ベスト』 (#1)
- 『30-35 VOL.3 「おニャン子クラブ」特集』 (#1)